# Палач (фильм, 2005)
«Палач» (англ. The Headsman) — драма швейцарского режиссёра Саймон Эби, снятая в 2005 году. Оригинальное название фильма нем. Der Henker, однако в международный прокат фильм вышел под названием англ. Shadow of the Sword.

## Сюжет
1520 год. Маленький городок в Тироле. Епископ приказывает разделить двух сирот, воспитывающихся в местном монастыре: Мартина он отправляет для подготовки в армию, а Георга берёт себе в ученики. Спустя пятнадцать лет один становится капитаном императорской армии, а второй настоятелем обители. Однако ратная удача изменяет Мартину, и он возвращается в родной город, где его ждёт девушка Анна с их внебрачным сыном. Бывший солдат собирается жениться на своей возлюбленной, однако аббата Георга смущает одно обстоятельство: избранница его друга — дочь местного палача, неприкасаемая для местных жителей. И для Мартина после заключения брака остаётся только единственный вариант карьеры — стать новым городским палачом.
Проходит несколько лет. Однажды нищенка крадёт в монастыре реликвию. Во всём обвиняют монаха, близкого по взглядам к анабаптистам. Ситуацию усугубляет то, что именно он обвенчал Мартина и Анну после того, как Георг отказался это делать. Монаха арестовывают и пытают, а затем приговаривают к казни. Мартину приходится выполнить свою работу. Однако это ещё не всё. Архиепископ приказывает уничтожить всех анабаптистов в провинции, при этом за донос на них полагается вознаграждение. Преследование еретиков прелат возлагает на аббата Георга.
Однако обстоятельства складываются ещё хуже — император присылает сюда испанского инквизитора, который начинает подозревать всех. В застенки попадает даже внебрачная дочь императора. Помощник палача Фабио подбрасывает реликвию в дом к Мартину, и его вместе с семьёй арестовывают. В ходе следствия выясняется, что Мартин — внебрачный сын архиепископа, а Георга прелат использовал для удовлетворения своей похоти. Но это не меняет ситуацию — Анну собираются сжечь. Мартину удаётся спасти жену и сына, но его самого убивают, несмотря на вмешательство архиепископа, публично признавшего палача своим сыном.

## В ролях
| Актёр                  | Роль              |
| ---------------------- | ----------------- |
| Николай Костер-Вальдау | Мартин            |
| Питер МакДональд       | Георг             |
| Стивен Беркофф         | инквизитор        |
| Джули Кокс             | Маргарета         |
| Лили Гецлер            | дочь библиотекаря |
| Патрик Годфри          | Бертрам           |
| Анастасия Гриффит      | Анна              |
| Ли Инглби              | Бернхард          |
| Эдди Марсан            | Фабио             |
| Джо Мэйсон             | Якоб              |
| Джон Шрэпнел           | архиепископ       |